# Batalla de Maysalun
La batalla de Maysalun (árabe: معركة ميسلون), también llamada batalla del paso de Maysalun, fue un enfrentamiento armado tuvo lugar entre fuerzas del Reino Árabe de Siria y las fuerzas francesas a unos 20 km al oeste de Damasco, en los alrededores de la ciudad de Maysalun, el 24 de julio de 1920. Las hostilidades comenzaron con una incursión de las fuerzas franceses que se movilizaron para suprimir al recién proclamado Congreso Nacional Sirio de Hashim al-Atassi bajo el rey Faysal.

## Antecedentes
El Reino Árabe de Siria había sido proclamado poco antes, cuando un ejército árabe, que incluía al coronel británico Thomas Edward Lawrence (Lawrence de Arabia), derrotó a los otomanos y se hizo con Damasco. Sin embargo, como resultado de las negociaciones entre las potencias occidentales en la Conferencia de San Remo, y los secretos Acuerdos Sykes-Picot, la Sociedad de Naciones otorgó a los franceses un mandato en Siria, que Faysal y su gobierno se negaron a reconocer, además de la independencia del Líbano de la Gran Siria.
Los franceses levantaron entonces una república sobre los restos de la antigua provincia autónoma otomana de mayoría cristiana. Las tropas francesas avanzaron desde Beirut, encabezadas por el general Gouraud. Presuntamente, los maronitas libaneses combatieron en el bando francés, reacios a ser gobernados por un Reino de Siria dominado por los musulmanes.

## La batalla

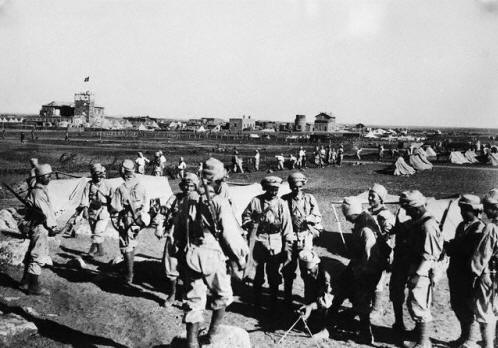
Soldados sirios en Maysalun.

El rey Faysal ordenó al ejército sirio no resistir el avance francés, pero el ministro de Defensa sirio, general Yusuf al-Azma, que tenía 36 años en aquel momento, instó a sus fuerzas a resistir a la invasión.
Los franceses, bajo el mando del general Henri Gouraud y apoyado por voluntarios maronitas de Monte Líbano, derrotaron fácilmente a la resistencia siria, cuyas fuerzas consistían en unos pocos cientos de soldados regulares y unos mal armados voluntarios de Damasco; el comandante sirio murió en combate.

## Consecuencias

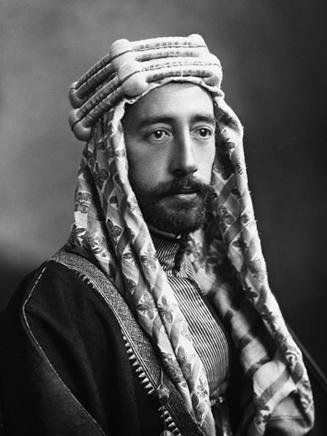
Faysal I de Iraq en 1928

Yusuf al-Azma fue considerado un mártir por embarcarse en una causa ya perdida, a sabiendas de que moriría por la independencia y soberanía de Siria. Los franceses entraron en Damasco al día siguiente, y Gouraud, al visitar la tumba de Saladino, la pisoteó, diciendo:

Despierta Saladino, hemos vuelto. Mi presencia aquí consagra la victoria de la Cruz sobre la Media Luna.

El rey Faysal, quien era hijo de Hussein ibn Ali, Jerife de La Meca y Rey del Hiyaz. tuvo que partir al Exilio en Londres.  Los Británicos le nombrarían al año siguiente como el primer Rey de Irak. La batalla dio paso a una nueva era bajo el colonialismo francés y eventualmente dio origen a más rebeliones al norte de Siria y en los alrededores de Damasco.